# Акорди довгого життя (фільм, 1981)
Акорди довгого життя (азерб. Üzeyir ömrü) — радянський двосерійний біографічний художній фільм 1981 року, знятий на кіностудії «Азербайджанфільм».

## Сюжет
Біографічний фільм, присвячений життю і творчості видатного азербайджанського композитора Узеїра Гаджибекова. У фільмі присутні уривки з музичних фільмів Гаджибекова — «Аршин мал алан», «Кероглу», «Лейлі і Меджнун» і «Не та, так ця».

## У ролях
- Ялчін Ефендієв — Узеїр Гаджибеков в дитинстві
- Гусейнага Атакішиєв — Узеїр Гаджибеков
- Наджиба Мелікова — Хуршид Бану Натаван
- Гадир Рустамов — Джаббар Кар'ягди
- Расім Гулієв — Гурбан Пірімов
- Рустам Рустамзаде — Абдуррагім Ахвердієв
- Мамед Мамедов — Муслім Магомаєв
- Алі Зейналов — Гасан-бек Зардабі
- Михайло Мірза — Гусейнкулі Сарабський
- Михайло Карімов — Гусейн Араблинський
- Яшар Нурі — Зульфугар Гаджибеков
- Гаміда Омарова — Малейка
- Ібрагім Алієв — Ахмед Агдамський
- Шахмар Алекперов — Мірза Алієв
- Мая Іскандерова — Шовкет Мамедова
- Тофіг Мірзаєв — ведучий
- Агарафі Рагімов — помічник ведучого
- Каміль Магаррамов — Мірза Мухтар
- Ільхам Наміг Камал — журналіст
- Ільхам Ханбудагов — журналіст
- Алескер Мамедоглу — журналіст
- Алі Хагвердієв — Ханафі Терекулов
- Рафік Алієв — Алі Терекулов
- Айдин Азім Карімоглу — робітник редакторської служби
- Гюльшан Еннагієва — Лейлі
- Фархад Хусейнов — Агалар Алівердибеков
- Шамсі Шамсізаде — батько Узеїра Гаджибекова
- Таміла Ахмерова — мати Узеїра Гаджибекова
- Фірангіз Шаріфова — дружина Хасана Зардабі
- Мамед Алілі — Дадаш
- Джахангір Асланоглу — Гаджи
- Осман Хаггі — турецький консул
- Рафік Карімов — фотограф
- Шаміль Сулейманов — Фараджов
- Зіллі Намазов — друг Узеїра Гаджибекова
- Маяк Карімов — журналіст

## Знімальна група
- Автор сценарію і режисер-постановник: Анар
- Оператор-постановник: Заур Магаррамов
- Художник-постановник: Рафіз Ісмаїлов
- Звукооператор: Азіз Шейхов
- Режисер: Рафік Дадашов
- Оператор: Немат Рзаєв
- Художник-костюмер: Казім Казімзаде
- Монтажер: Тахіра Бабаєва
- Хдожник-гример: Ельбрус Вахідов
- Другий оператор: Раміз Бабаєв
- Другий художник: Мірза Рафієв
- Музичний редактор: Назім Алівердибеков
- Редактор: Тогрул Джуварли
- Директор фільму: Римма Абдуллаєва